# 三字熟語
三字熟語（さんじじゅくご）とは、日本語において漢字3文字で表記される語句のこと。

## 三字熟語の範囲とその特徴

### 複数の漢字の結合と派生
日本語において「鉄棒」「思想」のように複数の漢字が連結して、それが一つの語彙単位として数えられる場合、「漢熟語」あるいは単に「熟語」と総称する。形態論においては、複数の単語（単純語）が複合した語を「複合語」と称するが、すべての漢熟語が、明確に複数の単語に分解できるとは言いがたい。先に例として挙げた語の場合、「鉄棒」の語は、明らかに「鉄（てつ）」と「棒（ぼう）」という二つの単語の複合とみなすことができる一方で、「思想」の語を構成する「思（し）」「想（そう）」は、通常一つの単語として存在することができない。「白馬（はくば）」「飲酒（いんしゅ）」などの語は、漢語や漢文の知識が多少あれば、それぞれ「しろいうま」「さけをのむ」と解することは容易であるが、やはり「白（はく）」「馬（ば）」「飲（いん）」「酒（しゅ）」が日本語文の中で一つの語として安定しにくい以上、複合語の形態として特殊である。
殊に漢語を構成する漢字の字音（いわゆる「音読み」）は、音節が短く、単独で意味を弁別する機能が低い。このため漢語は、漢字2字で初めて安定し、二字熟語を成すことが多い。一般的に用いられている漢字は、数千の単位で存在するため、考えられる二つの漢字の組み合わせは、理論上は天文学的な数になるであろう。しかし実際は、2字の組み合わせ方は、ある程度固定的であり、様々な概念をまかなうには限界がある。
一方で、既存の二字熟語にある種の漢字を接辞として付加させることによって、語彙を派生させるのは比較的容易である。例えば、「超大国」「表面化」という語は、それぞれ「超 - 」という接頭辞、「 - 化」という接尾辞を、既存の二字熟語に付加させた語構成となっている。また、意味が漠然とした漢字1字に、二字熟語を複合させることによって意味を補完することもある。例として「材」に「緩衝」を複合した「緩衝材」、「像」に「自画」を複合した「自画像」などが挙がる。実際、三字熟語の大部分は、このような二字熟語の派生や複合によって発生したものである。漢字の専門家である加納喜光は、「虚無感」「焼却炉」のような使用頻度の高い語でさえ、多くの国語辞書に掲載されていないことを指摘し、その理由として「既存の語の単なる派生や複合であり、意味が明瞭であること」「数が非常に多く、採用してはきりがないこと」などを挙げている。
さらに国語学者の野村雅昭は、「国際」「積極」といった、通例「 - 的」などの接辞を伴う語を例として挙げ、三字以上で初めて自立した語として安定する漢語の存在を指摘している。

### 成語としての三字熟語
日本語における「熟語」という語は、「古くから伝えられる成句や成語」という意味を含蓄する。特に「異口同音」「言語道断」「臥薪嘗胆」のように漢字4字で構成される成語は数が多く、これに類する語のみをもって、「四字熟語」と称することも一般的である。
これに対し、漢字3字で構成される成語は「破天荒」「登竜門」など、ごく少数が挙げられるに留まる。一方で、成語以外の三字熟語も日本語の語彙体系を考える上で無視し得ない存在感を有しているのは前述のとおりである。以上を踏まえ、加納は、三字熟語について論じる際は、いわゆる「四字熟語」よりももっと広い視点に立つ必要があるとしている。石井久雄は、『漢字百科大事典』（明治書院、1996年）の中で日本語における三字漢語を蒐集しているが、「仏教用語および中国に故事のあるものは、ほとんど取り上げない」としている。

### 漢文訓読における三字熟語
漢文における熟語は、訓読の際、切り離さずひとくくりにして読むのが習慣になっている部分を指す。多くが2字であり、3字のものは、まれであるという。

## 三字熟語の構造

### 漢文の統語論による分類
元来、漢字は古い中国語、すなわち漢文を表現するための文字であるため、漢熟語も漢文の統語論（文法）に基づいて考えればよい。漢熟語の構造は一般的に、1.主述構造、2.補足構造、3.修飾構造、4.認定構造、5.並列構造の5種類に分類される。これを三字熟語に適用すると以下のようになる。
|            | 熟語   | 読み           | 備考 |
| ---------- | ------ | -------------- | --- |
| 1.主述構造 | 心停止 | しんていし     | 「心」が主語、「停止」が述語。                                                                                           |
| 1.主述構造 | 短兵急 | たんぺいきゅう | 「短兵」が主語、「急」が述語である。原意は「短い武器を持った兵に急に攻撃される」ことであり、「唐突なさま」のことをいう。 |
| 2.補足構造 | 省資源 | しょうしげん   | 「省」が動詞、「資源」が目的語である。                                                                                   |
| 2.補足構造 | 殺風景 | さっぷうけい   | 「殺」が動詞、「風景」が目的語である。「殺」は「そぐ」すなわち台無しにするという意味。                                   |
| 2.補足構造 | 無尽蔵 | むじんぞう     | 「無尽」が述語、「蔵」が主語である。「述語＋主語」の構造は「存現構造」などと呼び、補足構造に分類される。                 |
| 3.修飾構造 | 醍醐味 | だいごみ       | 「醍醐」が修飾語、「味」が被修飾語である。                                                                               |
| 3.修飾構造 | 度外視 | どがいし       | 「度外」が修飾語、「視」が被修飾語である。                                                                               |
| 3.修飾構造 | 大団円 | だいだんえん   | 「大」が修飾語、「団円」が被修飾語である。                                                                               |
| 4.認定構造 | 如夜叉 | にょやしゃ     | 「如」が比喩の助動詞、「夜叉」が比喩の対象である。「夜叉であるがごとし」の意味。                                         |
| 4.認定構造 | 未曾有 | みぞう         | 「未」が否定の助動詞、「有」が動詞である。「いまだかつて有らず」の意味。                                                 |
| 5.並列構造 | 天地人 | てんちじん     | 「天」「地」「人」を並列している。                                                                                       |
| 5.並列構造 | 過不及 | かふきゅう     | 「過」と「不及」を並列している。。類義語に「過不足」がある。                                                             |

実際は、これらの分類が特に意識されることなく、ほとんど接辞のように機能する字も多い。接頭辞に関しては「亜 - 」「異 - 」「過 - 」「激 - 」「高 - 」「最 - 」「次 - 」「主 - 」「準 - 」「初 - 」「小 - 」「新 - 」「絶 - 」「前 - 」「全 - 」「総 - 」「多 - 」「大 - 」「脱 - 」「超 - 」「反 - 」「微 - 」「猛 - 」など、接尾辞に関しては「 - 化」「 - 格」「 - 感」「 - 時」「 - 的」「 - 度」「 - 性」「 - 派」「 - 味」などが挙げられる。「青年期」「変声期」などは、前2字が後1字を修飾する構造と分析することができるが、同様の構造をもつ「思春期」のように被修飾成分を伴って初めて自立した語となれるものも多く存在する。
現代の日本語において、漢文の統語論では説明のつかない三字熟語も多く存在する。例えば、「望遠鏡」「内視鏡」がある。前者は、補足構造にしたがって「望」を動詞と解釈すれば「遠くを望む鏡」で一応正しいといえるが、後者は、「視内鏡」としなければ「内部を視る鏡」という意味にならない。また「理不尽」という語も「道理を尽くさない」という意味であるならば、認定構造にしたがって「不尽理」とするところである。「雰囲気」にいたっては、漢語文法の範疇ではほとんど解釈不能であるという。
一方で漢語文法にしたがっていないにもかかわらず、現代中国語として通用する「海水浴（拼音: hǎishuǐyù）」のような語も存在する。本来ならば、「海浴水」（海で水を浴びる）あるいは「浴海水」（海水を浴びる）とするところだが、明治時代に医師の松本良順が“sea bathing”の訳として「海水浴」という造語（和製漢語）したところ、海岸で遊泳する習慣のなかった中国でも用語がそのまま準用されたものと推測される。
変わった例としては、「心電図」がある。これに関して当初、木村栄一などの医学者によって、英語の“electrocardiogram”、あるいはドイツ語の“Elektrokardiogramm”の直訳として「電心図」の語が用いられたが、その後「電信」という語と紛らわしいという理由で、「心電図」に置き換えられたという。なお、この語も、中国語「心電図（拼音: xīndiàntú）」として通用する。

### 三字熟語に独特な配列
三字熟語の中には、「大々的」や「黒暗々」のように同じ漢字を含むものがいくつかあり、「刻一刻」のように前後両端に同じ漢字があるものは、一種の回文になっている。
また、「意味深」（「意味深長」の略）、「不思議」（「不可思議」の略）のように4字以上の熟語の一部を省略したものもある。あるいは、「句読点」（「句点」と「読点」から）や「祖父母」（「祖父」と「祖母」）のように、いわゆるかばん語に類する形態を持つ語も存在する。飯間浩明によると、「動植物」（「動物」と「植物」）のようにAX + BX → ABXとなる熟語に比べ、「輸出入」（「輸出」と「輸入」）のようにXA + XB →XABとなる熟語は数が少なく、貴重な例であるという。この種のかばん語の中には、「統廃合」（「統合」と「廃合」。「廃合」自体が「廃することと合すること」を含意する）のように不条理な語として指摘されるものもある。なお、「離発着」（「離着陸」と「発着」の混淆？）の語のように特殊な結合をなす例もみられるが、これは航空会社の人間が長い間間違って使ってきた言葉である。

### ぎなた読み
文の区切るところを誤る、いわゆる「ぎなた読み」のせいで三字熟語と誤解される表現がある。「風雲、急を告げる」における「風雲急」、「忙中、閑有り」における「忙中閑」などが挙げられる。「綺羅、星の如く」における「綺羅星」にいたっては、誤用が定着してこれを見出しとして収録する国語辞書も存在するという。

## 訓読みと三字熟語
漢字は、古い中国語を由緒とした漢語を表記するための文字であったが、日本語においては「訓読み」という形で、日本語固有の和語をも漢語同様に漢字で表記することができる。また、漢語が国語として浸透した結果、「和漢混淆語」と呼ばれる和語（訓読みの語）と漢語（音読みの語）とが複合した混種語も日常使用される語彙として定着した語も少なくない。
これらの語も、すべてを漢字で表記しうるならば、熟語の範疇とみなしてさしつかえない。訓読みを含むか否かにより三字熟語は、次の8種類に分類できる。
|              | 例                                                       | 備考                                     |
| ------------ | -------------------------------------------------------- | ---------------------------------------- |
| 1.音・音・音 | 伝言板（でん・ごん・ばん）、突破口（とっ・ぱ・こう）     | 純然たる漢語のほか和製漢語も少なくない。 |
| 2.訓・訓・訓 | 瀬戸際（せ・と・ぎわ）、小手先（こ・て・さき）           |                                          |
| 3.音・音・訓 | 一枚岩（いち・まい・いわ）、不具合（ふ・ぐ・あい）       |                                          |
| 4.訓・音・音 | 頭文字（かしら・も・じ）、立役者（たて・やく・しゃ）     |                                          |
| 5.音・訓・音 | 善玉菌（ぜん・だま・きん）、幕間劇（まく・あい・げき）   |                                          |
| 6.訓・音・訓 | 長丁場（なが・ちょう・ば）、懐具合（ふところ・ぐ・あい） |                                          |
| 7.訓・訓・音 | 朝寝坊（あさ・ね・ぼう）、芋蔓式（いも・づる・しき）     |                                          |
| 8.音・訓・訓 | 絵空事（え・そら・ごと）、店屋物（てん・や・もの）       |                                          |

実際には、「匙加減」（さじかげん）における「さじ」（本来の表記は「茶匙」）、「直談判」（じかだんぱん）における「じか」のように、音訓どちらに分別すべきか判断しがたい読みも存在し、以上の分類はあくまで便宜上のものである。
このほか「美人局」（つつもたせ）、「二十歳」（はたち）、「莫大小」（メリヤス）のように読みが一字一字と対応しない熟字訓も存在する。中には「山茶花」（さざんか）のように、本来の音（さんさか）が変化して熟字訓化した語もある。また、「安息日」に対する「あん・そく・び」「あん・そく・にち」「あん・そく・じつ」、「手榴弾」に対する「しゅ・りゅう・だん」「て・りゅう・だん」のように読み方が音訓で揺らぎのあるものも存在する。
また、「已（や）むを得ず」の由来となった「不得已」ように純粋な漢語であっても通常は訓読する例も存在する。